# Liste des établissements scolaires publics de Martigues

## Enseignement maternelle
Marigues possèdent 14 écoles maternelles qui accueillent 1 688 enfants (effectif 2004). Les effectifs se répartissent ainsi :
| Nom du groupe scolaire          | Effectif | Nombre de classes |
| Saint-Jean (classe enfantine)   | 42       | 2                 |
| Henri Tranchier                 | 136      | 5                 |
| Robert Daugey                   | 75       | 3                 |
| Lucien Toulmond                 | 140      | 5                 |
| Di Lorto                        | 135      | 5                 |
| Canto-Perdrix I                 | 115      | 4                 |
| Canto-Perdrix II                | 85       | 3                 |
| Louise Michel                   | 135      | 5                 |
| Robert Desnos                   | 101      | 4                 |
| Ferrières                       | 140      | 5                 |
| Jonquières                      | 166      | 6                 |
| Lavéra                          | 47       | 2                 |
| Saint-Pierre                    | 47       | 2                 |
| Saint-Julien (classe enfantine) | 51       | 2                 |
| La Couronne                     | 85       | 3                 |
| Font Sarade                     | 139      | 5                 |
| Carro (classe enfantine)        | 49       | 2                 |
| Total                           | 1 688    | 63                |

## Enseignement primaire
19 écoles élémentaires accueillant 2694 élèves de la manière suivante :
| Nom du groupe scolaire  | Effectif | Nombre de classes |
| Saint-Jean              | 71       | 3                 |
| Henri Tranchier I et II | 260      | 12                |
| Robert Daugey           | 139      | 6                 |
| Lucien Toulmond I       | 68       | 3                 |
| Lucien Toulmond II      | 116      | 5                 |
| Di Lorto                | 185      | 7                 |
| Canto-Perdrix I         | 118      | 5                 |
| Canto-Perdrix II        | 179      | 7                 |
| Louise Michel           | 249      | 10                |
| Robert Desnos           | 182      | 8                 |
| Jean Jaurès             | 205      | 9                 |
| Aupècle                 | 278      | 11                |
| Antoine Tourrel         | 210      | 8                 |
| Lavéra                  | 81       | 4                 |
| Saint-Pierre            | 105      | 4                 |
| Saint-Julien            | 64       | 3                 |
| La Couronne             | 138      | 6                 |
| Carro                   | 46       | 2                 |
| Total                   | 2 694    | 113               |

## Enseignement secondaire
L'enseignement secondaire public compte 4 collèges et 2 lycées. En 2004, les effectifs comptent 4485 élèves et sont les suivants :
| Nom de l'établissement | Divisions | Effectifs |
| Collèges               |           |           |
| Honoré Daumier         | 21        | 514       |
| Marcel Pagnol          | 23        | 540       |
| Marcel Pagnlol Segpa   | 4         | 64        |
| Henri Wallon           | 18        | 453       |
| Gérard Philipe         | 16        | 374       |
| Total                  | 82        | 1 945     |
| Lycées                 |           |           |
| Paul Langevin          | 45        | 1 472     |
| L.E.P. Paul Langevin   | 5         | 111       |
| Jean Lurçat            | 32        | 835       |
| L.E.P. Jean Lurçat     | 8         | 122       |
| Total                  | 90        | 2 540     |

En 2009, la ville fait état de 437 bacheliers. Les taux de réussite sont respectivement de 81 % pour le lycée Lurçat et 86 % pour le lycée Langevin.